# زندگی (کانال تلویزیونی)
زندگی (انگلیسی: Zindagi)، یک کانال سرگرمی عمومی هندی است که متعلق به شرکت سرگرمی زی (ZEEL) است.